# Caldeirão Grande do Piauí
Caldeirão Grande do Piauí is een gemeente in de Braziliaanse deelstaat Piauí. De gemeente telt 5.809 inwoners (schatting 2009).